# UCI ProSeries 2022
La UCI ProSeries 2022 fue la tercera edición de la competición ciclista que agrupaba las carreras que habían obtenido la licencia ProSeries, es el segundo nivel de competición en el orden de importancia del ciclismo de carretera masculino después del UCI WorldTour. Fue creado en el año 2020 por la Unión Ciclista Internacional.
Se inició el 2 de febrero de 2022 en España con la Vuelta a la Comunidad Valenciana y finalizará el 18 de octubre con el Tour de Langkawi en Malasia. En principio, se disputarían 55 competencias en las categorías 1.Pro (carrera de un día) y 2.Pro (carrera por etapas), otorgando puntos a los primeros clasificados de las etapas y a la clasificación final, aunque el calendario podía sufrir modificaciones a lo largo de la temporada con la inclusión de nuevas carreras o exclusión de otras.

## Equipos
Los equipos que podían participar en las diferentes carreras dependía de la categoría de las mismas. Los equipos UCI WorldTeam y UCI ProTeam, tenían cupo limitado para competir de acuerdo al año correspondiente establecido por la UCI, los equipos Continentales y selecciones nacionales no tenían restricciones de participación:

## Calendario
Las siguientes son las carreras que compusieron el calendario UCI ProSeries para la temporada 2022 aprobado por la UCI.

### Febrero
| UCI ProSeries 2022 - febrero |                                  |       |                    |                                    |
| Fecha                        | Carrera                          | Clase | Ganador            | Equipo                             |
| ---------------------------- | -------------------------------- | ----- | ------------------ | ---------------------------------- |
| 2-6                          | Vuelta a la Comunidad Valenciana | 2.Pro | Aleksandr Vlasov   | Bora-Hansgrohe                     |
| 10-13                        | Tour La Provence                 | 2.Pro | Nairo Quintana     | Arkéa Samsic                       |
| 10-15                        | Tour de Omán                     | 2.Pro | Jan Hirt           | Intermarché-Wanty-Gobert Matériaux |
| 13                           | Clásica de Almería               | 1.Pro | Alexander Kristoff | Intermarché-Wanty-Gobert Matériaux |
| 16-20                        | Vuelta al Algarve                | 2.Pro | Remco Evenepoel    | Quick-Step Alpha Vinyl             |
| 16-20                        | Vuelta a Andalucía               | 2.Pro | Wout Poels         | Bahrain Victorious                 |
| 26                           | Faun-Ardèche Classic             | 1.Pro | Brandon McNulty    | UAE Emirates                       |
| 27                           | La Drôme Classic                 | 1.Pro | Jonas Vingegaard   | Jumbo-Visma                        |
| 27                           | Kuurne-Bruselas-Kuurne           | 1.Pro | Fabio Jakobsen     | Quick-Step Alpha Vinyl             |

### Marzo
| UCI ProSeries 2022 - marzo |                                              |       |                  |                        |
| Fecha                      | Carrera                                      | Clase | Ganador          | Equipo                 |
| -------------------------- | -------------------------------------------- | ----- | ---------------- | ---------------------- |
| 2                          | Trofeo Laigueglia                            | 1.Pro | Jan Polanc       | UAE Emirates           |
| 16                         | Nokere Koerse                                | 1.Pro | Tim Merlier      | Alpecin-Fenix          |
| 16                         | Milán-Turín                                  | 1.Pro | Mark Cavendish   | Quick-Step Alpha Vinyl |
| 17                         | Gran Premio de Denain                        | 1.Pro | Max Walscheid    | Cofidis                |
| 18                         | Bredene Koksijde Classic                     | 1.Pro | Pascal Ackermann | UAE Emirates           |
| 27                         | Gran Premio Industria y Artigianato-Larciano | 1.Pro | Diego Ulissi     | UAE Emirates           |

### Abril
| UCI ProSeries 2022 - abril |                             |       |                    |                                    |
| Fecha                      | Carrera                     | Clase | Ganador            | Equipo                             |
| -------------------------- | --------------------------- | ----- | ------------------ | ---------------------------------- |
| 2                          | Gran Premio Miguel Induráin | 1.Pro | Warren Barguil     | Arkéa Samsic                       |
| 6                          | Scheldeprijs                | 1.Pro | Alexander Kristoff | Intermarché-Wanty-Gobert Matériaux |
| 10-17                      | Tour de Turquía             | 2.Pro | Patrick Bevin      | Israel-Premier Tech                |
| 13                         | Flecha Brabanzona           | 1.Pro | Magnus Sheffield   | INEOS Grenadiers                   |
| 18-22                      | Tour de los Alpes           | 2.Pro | Romain Bardet      | DSM                                |

### Mayo
| UCI ProSeries 2022 - mayo |                          |       |                  |                        |
| Fecha                     | Carrera                  | Clase | Ganador          | Equipo                 |
| ------------------------- | ------------------------ | ----- | ---------------- | ---------------------- |
| 3-8                       | Cuatro Días de Dunkerque | 2.Pro | Philippe Gilbert | Lotto Soudal           |
| 14                        | Gran Premio de Morbihan  | 1.Pro | Julien Simon     | TotalEnergies          |
| 15                        | Tro Bro Leon             | 1.Pro | Hugo Hofstetter  | Arkéa Samsic           |
| 24-29                     | Tour de Noruega          | 2.Pro | Remco Evenepoel  | Quick-Step Alpha Vinyl |
| 26-29                     | Boucles de la Mayenne    | 2.Pro | Benjamin Thomas  | Cofidis                |

### Junio
| UCI ProSeries 2022 - junio |                          |       |                    |                                    |
| Fecha                      | Carrera                  | Clase | Ganador            | Equipo                             |
| -------------------------- | ------------------------ | ----- | ------------------ | ---------------------------------- |
| 5                          | Brussels Cycling Classic | 1.Pro | Taco van der Hoorn | Intermarché-Wanty-Gobert Matériaux |
| 8-12                       | ZLM Tour                 | 2.Pro | Olav Kooij         | Jumbo-Visma                        |
| 11                         | Dwars door het Hageland  | 1.Pro | Oscar Riesebeek    | Alpecin-Fenix                      |
| 15-19                      | Vuelta a Bélgica         | 2.Pro | Mauro Schmid       | Quick-Step Alpha Vinyl             |
| 15-19                      | Tour de Eslovenia        | 2.Pro | Tadej Pogačar      | UAE Emirates                       |

### Julio
| UCI ProSeries 2022 - julio |                 |       |                 |                    |
| Fecha                      | Carrera         | Clase | Ganador         | Equipo             |
| -------------------------- | --------------- | ----- | --------------- | ------------------ |
| 23-27                      | Tour de Valonia | 2.Pro | Robert Stannard | Alpecin-Deceuninck |

### Agosto
| UCI ProSeries 2022 - agosto |                        |       |                    |                                    |
| Fecha                       | Carrera                | Clase | Ganador            | Equipo                             |
| --------------------------- | ---------------------- | ----- | ------------------ | ---------------------------------- |
| 2-6                         | Vuelta a Burgos        | 2.Pro | Pavel Sivakov      | INEOS Grenadiers                   |
| 10                          | Circuito Franco-Belga  | 1.Pro | Alexander Kristoff | Intermarché-Wanty-Gobert Matériaux |
| 11-14                       | Arctic Race de Noruega | 2.Pro | Andreas Leknessund | DSM                                |
| 16-20                       | Vuelta a Dinamarca     | 2.Pro | Christophe Laporte | Jumbo-Visma                        |
| 24-28                       | Vuelta a Alemania      | 2.Pro | Adam Yates         | INEOS Grenadiers                   |

### Septiembre
| UCI ProSeries 2022 - septiembre |                          |       |                          |                     |
| Fecha                           | Carrera                  | Clase | Ganador                  | Equipo              |
| ------------------------------- | ------------------------ | ----- | ------------------------ | ------------------- |
| 4                               | Maryland Cycling Classic | 1.Pro | Sep Vanmarcke            | Israel-Premier Tech |
| 4-8                             | Vuelta a Gran Bretaña    | 2.Pro | Gonzalo Serrano          | Movistar            |
| 11                              | Gran Premio de Fourmies  | 1.Pro | Caleb Ewan               | Lotto Soudal        |
| 13-17                           | Tour de Luxemburgo       | 2.Pro | Mattias Skjelmose Jensen | Trek-Segafredo      |
| 14                              | Gran Premio de Valonia   | 1.Pro | Mathieu van der Poel     | Alpecin-Deceuninck  |
| 15                              | Coppa Sabatini           | 1.Pro | Daniel Felipe Martínez   | INEOS Grenadiers    |
| 17                              | Primus Classic           | 1.Pro | Jordi Meeus              | Bora-Hansgrohe      |

### Octubre
| UCI ProSeries 2022 - octubre |                       |       |                     |                        |
| Fecha                        | Carrera               | Clase | Ganador             | Equipo                 |
| ---------------------------- | --------------------- | ----- | ------------------- | ---------------------- |
| 1                            | Giro de Emilia        | 1.Pro | Enric Mas           | Movistar               |
| 3                            | Coppa Bernocchi       | 1.Pro | Davide Ballerini    | Quick-Step Alpha Vinyl |
| 3                            | Giro de Münsterland   | 1.Pro | Olav Kooij          | Jumbo-Visma            |
| 4                            | Tres Valles Varesinos | 1.Pro | Tadej Pogačar       | UAE Emirates           |
| 6                            | Giro del Piemonte     | 1.Pro | Iván García Cortina | Movistar               |
| 9                            | París-Tours           | 1.Pro | Arnaud Démare       | Groupama-FDJ           |
| 11-18                        | Tour de Langkawi      | 2.Pro | Iván Ramiro Sosa    | Movistar               |
| 16                           | Japan Cup             | 1.Pro | Neilson Powless     | EF Education-EasyPost  |